# Нижнів (станція)
Станція Нижнів — колишня вантажно-пасажирська залізнична станція, яка розташовувалася в містечку Нижневі (нині село Тлумацької міської громади Івано-Франківської области, Україна) на залізничній лінії Станиславів — Монастириська — Бучач — Гусятин — Ярмолинці, яка сьогодні теж не існує. Відстань до залізничного вокзалу Станиславова складала 34 км.

## Відомості

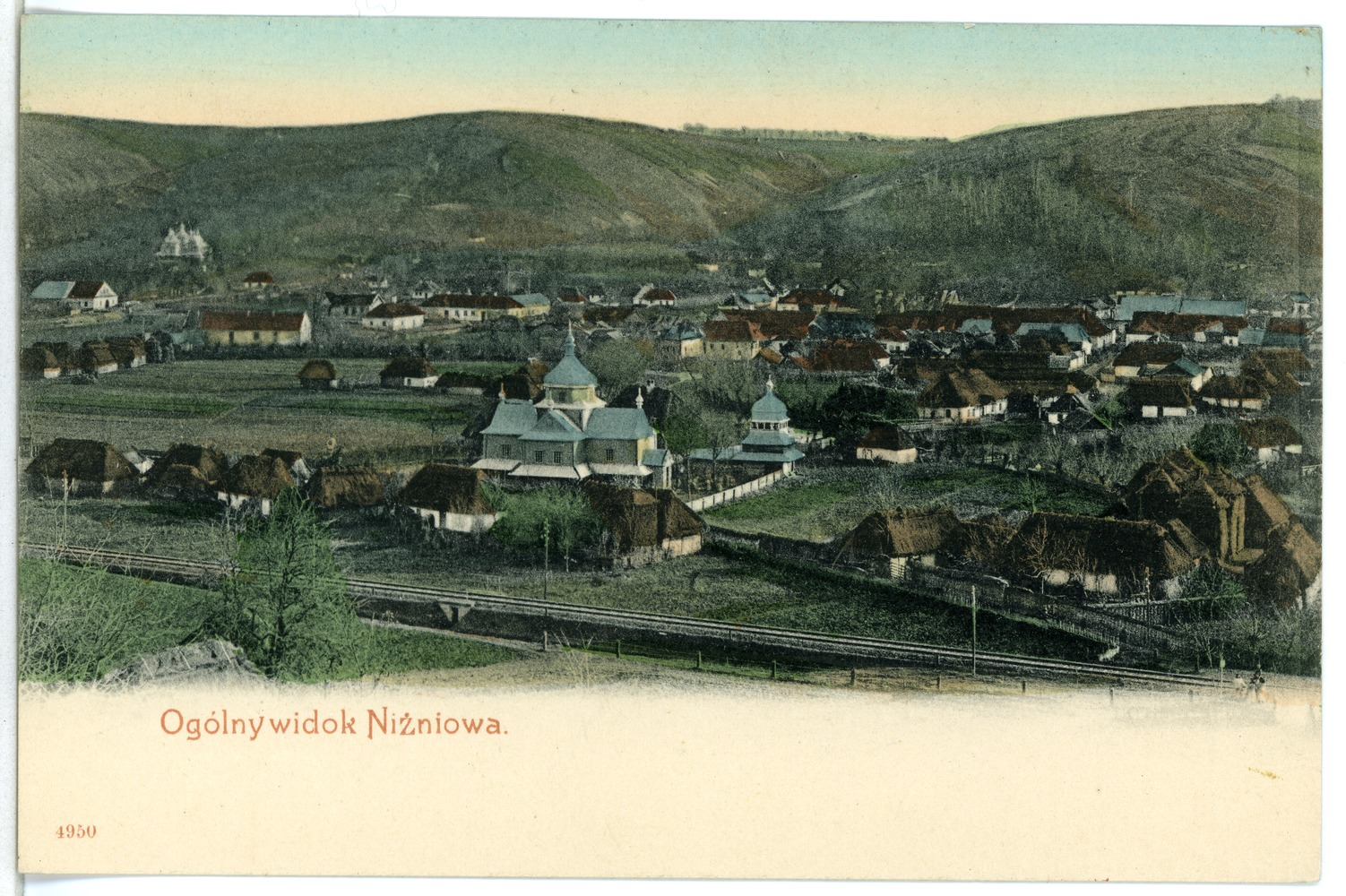
Колія (стара світлина)

Давніше через містечко проходила одноколійна залізниця Станиславів — Бучач — Гусятин — Ярмолинці (частина Східно-Галицької трансверсальної залізниці), будівництво якої розпочалося 1883 року. До листопада 1884 року завершили споруджувати залізницю на відтинку до Бучача. Вона проходила, зокрема, через станції в селах Хриплин, Палагичі. Для будівництва насипу використовували «шутр» (річкову гальку) з берегів Дністра.
Довжина залізничного моста через Дністер поблизу Нижнева становила 324 м.
Перший вантажний потяг на лінії Станиславів — Бучач поїхав 1 листопада 1884 р., перший пасажирський — 15 листопада 1884.
У Нижневі зупинялися також і пасажирські потяги. У 1929 році відстань від автодороги Нижнів — Станиславів до станції, за якою мав наглядати Тлумацький повітовий дорожній уряд (керівник Юзеф Пеляш), складала 354 м.
Залізницю розібрали за наказом нацистів під час їхнього відступу під час Другої світової війни.